# Temporada 2007 del Campeonato de Galicia de Rally
La temporada 2007 fue la edición 29º del Campeonato de Galicia de Rally. Comenzó el 16 de marzo en el Rally do Cocido y terminó el 24 de noviembre en el Rally Botafumeiro.

## Calendario
| N.º | Fecha              | Rally                         | Resultados |
| --- | ------------------ | ----------------------------- | ---------- |
| 1   | 16-18 de marzo     | 12.º Rally do Cocido          | Resultados |
| 2   | 20-22 de abril     | 23.º Rally de Noia            | Resultados |
| 3   | 18-20 de mayo      | 16.º Rally do Albariño        | Resultados |
| 4   | 8-10 de junio      | 20.º Rally Cidade de Narón    | Resultados |
| 5   | 6-8 de julio       | 4.º Rally Sur do Condado      | Resultados |
| 6   | 24 de agosto       | 29.º Rally San Froilán        | Resultados |
| 7   | 5-6 de octubre     | 4.º Rally Ourense-Baixa Limia | Resultados |
| 8   | 23-24 de noviembre | 20.º Rally Botafumeiro        | Resultados |

## Clasificación final

### Campeonato de pilotos
| Pos.            | Piloto                    | 1 COC | 2 RDN | 3 ALB | 4 NAR | 5 CON | 6 LUG | 7 BXL | 8 BOT | Ptos |
| --------------- | ------------------------- | ----- | ----- | ----- | ----- | ----- | ----- | ----- | ----- | ---- |
| 1.              | José M. Martínez Barreiro | 1     | 3     | 1     | 4     | 3     | 1     | 1     |       | 1086 |
| 2.              | Luis Vilariño             | 2     | 4     | 2     | 3     | 6     | Ret   |       | 3     | 926  |
| 3.              | Pedro Burgo               |       | 1     |       | 1     | 1     |       | Ret   | 2     | 880  |
| 4.              | Pablo Rey                 | 7     | 8     | ?     | 6     | Ret   | 3     | 3     |       | 583  |
| 5.              | Chelis Gómez              | 4     | 5     | 4     |       | 4     | Ret   | Ret   |       | 577  |
| 6.              | Iván Ares                 | Ret   | 13    |       | 7     | 10    | 4     | 2     |       | 535  |
| 7.              | José Fernando Rico        | 3     | 6     | 3     | Ret   |       |       |       | Ret   | 455  |
| 8.              | Pablo Pazó                | 6     | 10    | Ret   | 30    | Ret   |       | 4     | 10    | 350  |
| 9.              | Ignacio López             |       |       |       | 50    | 53    |       |       |       | 340  |
| 10.             | José Manuel Pazos         | 18    | 20    |       | 21    |       |       | 14    |       | 332  |
| No clasificados |                           |       |       |       |       |       |       |       |       |      |
|                 | Víctor Senra              |       | 2     |       |       |       |       |       | 1     |      |
|                 | Julio Doce                |       |       |       | 2     |       |       |       |       |      |
|                 | Alberto Meira             |       |       |       |       | 2     |       |       |       |      |
|                 | Roberto Méndez            |       |       |       |       |       | 2     |       |       |      |